# Wioślarstwo na Letnich Igrzyskach Olimpijskich 2012 – czwórka podwójna mężczyzn
Czwórka podwójna mężczyzn to jedna z konkurencji wioślarskich rozgrywanych podczas Letnich Igrzysk Olimpijskich 2012, która odbyła się między 28 lipca a 3 sierpnia na obiekcie Dorney Lake. 
Tytułu mistrzów olimpijskich z Pekinu nie obroniła polska czwórka Konrad Wasielewski, Marek Kolbowicz, Michał Jeliński oraz Adam Korol. Zwyciężyli Niemcy Karl Schulze, Philipp Wende, Lauritz Schoof i Tim Grohmann.

## Terminarz
| Data            | Godzina |            |
| --------------- | ------- | ---------- |
| 28 lipca 2012   | 11:30   | Eliminacje |
| 30 lipca 2012   | 10:00   | Repasaż    |
| 1 sierpnia 2012 | 10:40   | Półfinały  |
| 3 sierpnia 2012 | 10:10   | Finał B    |
| 3 sierpnia 2012 | 11:30   | Finał      |

## Wyniki

### Eliminacje
Trzy najlepsze osady z każdego biegu awansują do półfinałów. Pozostałe osady automatycznie zostają zakwalifikowane do repasażu. 
Wyniki:
Bieg 1
| Pozycja | Tor | Zawodnicy                                                               | Państwo           | Czas    | Uwagi |
| ------- | --- | ----------------------------------------------------------------------- | ----------------- | ------- | ----- |
| 1       | 4   | Władisław Riabcew Aleksiej Swirin Nikita Morgaczow Siergiej Fiodorowcew | Rosja             | 5:42.26 | Q     |
| 2       | 3   | Andrei Jämsä Allar Raja Tõnu Endrekson Kaspar Taimsoo                   | Estonia           | 5:42.87 | Q     |
| 3       | 5   | Benjamin Chabanet Matthieu Androdias Pierre-Jean Peltier Adrien Peltier | Francja           | 5:44.25 | Q     |
| 4       | 2   | Wesley Piermarini Alexander Osborne Peter Graves Elliot Hovey           | Stany Zjednoczone | 5:50.25 |       |
| 5       | 1   | Matteo Stefanini Francesco Fossi Pierpaolo Frattini Simone Raineri      | Włochy            | 6:08.99 |       |

Bieg 2
| Pozycja | Tor | Zawodnicy                                                        | Państwo       | Czas    | Uwagi |
| ------- | --- | ---------------------------------------------------------------- | ------------- | ------- | ----- |
| 1       | 1   | David Šain Martin Sinković Damir Martin Valent Sinković          | Chorwacja     | 5:39.08 | Q     |
| 2       | 3   | Konrad Wasielewski Marek Kolbowicz Michał Jeliński Adam Korol    | Polska        | 5:40.56 | Q     |
| 3       | 2   | Christopher Morgan Karsten Forsterling James McRae Daniel Noonan | Australia     | 5:41.56 | Q     |
| 4       | 4   | John Storey Michael Arms Matthew Trott Robert Manson             | Nowa Zelandia | 5:41.62 |       |

Bieg 3
| Pozycja | Tor | Zawodnicy                                                        | Państwo         | Czas    | Uwagi |
| ------- | --- | ---------------------------------------------------------------- | --------------- | ------- | ----- |
| 1       | 1   | Karl Schulze Philipp Wende Lauritz Schoof Tim Grohmann           | Niemcy          | 5:39.69 | Q     |
| 2       | 3   | Stephen Rowbotham Charles Cousins Tom Solesbury Matthew Wells    | Wielka Brytania | 5:41.75 | Q     |
| 3       | 4   | Wołodymyr Pawłowśkyj Kostiantyn Zajcew Serhij Hryń Iwan Hryń     | Ukraina         | 5:43.46 | Q     |
| 4       | 2   | Florian Stofer Nico Stahlberg André Vonarburg Augustin Maillefer | Szwajcaria      | 5:45.13 |       |

### Repasaż
Trzy najlepsze osady awansują do półfinałów.
Wyniki:
| Pozycja | Tor | Zawodnicy                                                          | Państwo           | Czas    | Uwagi |
| ------- | --- | ------------------------------------------------------------------ | ----------------- | ------- | ----- |
| 1       | 2   | John Storey Michael Arms Matthew Trott Robert Manson               | Nowa Zelandia     | 5:43.82 | Q     |
| 2       | 4   | Matteo Stefanini Francesco Fossi Pierpaolo Frattini Simone Raineri | Włochy            | 5:44.57 | Q     |
| 3       | 3   | Florian Stofer Nico Stahlberg André Vonarburg Augustin Maillefer   | Szwajcaria        | 5:44.90 | Q     |
| 4       | 1   | Wesley Piermarini Alexander Osborne Peter Graves Elliot Hovey      | Stany Zjednoczone | 5:45.62 |       |

### Półfinały
Trzy najlepsze osady z każdego półfinału awansują do finału. Pozostałe osady wezmą udział w  finale B. 
Wyniki:
Półfinał 1
| Pozycja | Tor | Zawodnicy                                                               | Państwo         | Czas    | Uwagi   |
| ------- | --- | ----------------------------------------------------------------------- | --------------- | ------- | ------- |
| 1.      | 4   | David Šain Martin Sinković Damir Martin Valent Sinković                 | Chorwacja       | 6:03,39 | Finał A |
| 2.      | 2   | Christopher Morgan Karsten Forsterling James McRae Daniel Noonan        | Australia       | 6:05,45 | Finał A |
| 3.      | 5   | Stephen Rowbotham Charles Cousins Tom Solesbury Matthew Wells           | Wielka Brytania | 6:05,71 | Finał A |
| 4.      | 6   | John Storey Michael Arms Matthew Trott Robert Manson                    | Nowa Zelandia   | 6:10,95 | Finał B |
| 5.      | 3   | Władisław Riabcew Aleksiej Swirin Nikita Morgaczow Siergiej Fiodorowcew | Rosja           | 6:13,61 | Finał B |
| 6.      | 1   | Florian Stofer Nico Stahlberg André Vonarburg Augustin Maillefer        | Szwajcaria      | 6:19,64 | Finał B |

Półfinał 2
| Pozycja | Tor | Zawodnicy                                                               | Państwo | Czas    | Uwagi   |
| ------- | --- | ----------------------------------------------------------------------- | ------- | ------- | ------- |
| 1.      | 3   | Karl Schulze Philipp Wende Lauritz Schoof Tim Grohmann                  | Niemcy  | 6:05,85 | Finał A |
| 2.      | 2   | Andrei Jämsä Allar Raja Tõnu Endrekson Kaspar Taimsoo                   | Estonia | 6:07,85 | Finał A |
| 3.      | 4   | Konrad Wasielewski Marek Kolbowicz Michał Jeliński Adam Korol           | Polska  | 6:10,75 | Finał A |
| 4.      | 1   | Benjamin Chabanet Matthieu Androdias Pierre-Jean Peltier Adrien Peltier | Francja | 6:12,81 | Finał B |
| 5.      | 5   | Wołodymyr Pawłowśkyj Kostiantyn Zajcew Serhij Hryń Iwan Hryń            | Ukraina | 6:16,23 | Finał B |
| 6.      | 6   | Matteo Stefanini Francesco Fossi Pierpaolo Frattini Simone Raineri      | Włochy  | 6:18,96 | Finał B |

### Finały
Finał B
| Pozycja | Tor | Zawodnicy                                                               | Państwo       | Czas    | Uwagi |
| ------- | --- | ----------------------------------------------------------------------- | ------------- | ------- | ----- |
| 1.      | 6   | John Storey Michael Arms Matthew Trott Robert Manson                    | Nowa Zelandia | 5:58,88 |       |
| 2.      | 3   | Władisław Riabcew Aleksiej Swirin Nikita Morgaczow Siergiej Fiodorowcew | Rosja         | 5:59,17 |       |
| 3.      | 4   | Wołodymyr Pawłowśkyj Kostiantyn Zajcew Serhij Hryń Iwan Hryń            | Ukraina       | 6:01,23 |       |
| 4.      | 5   | Benjamin Chabanet Matthieu Androdias Pierre-Jean Peltier Adrien Peltier | Francja       | 6:02,12 |       |
| 5.      | 1   | Matteo Stefanini Francesco Fossi Pierpaolo Frattini Simone Raineri      | Włochy        | 6:02,57 |       |
| 6.      | 2   | Florian Stofer Nico Stahlberg André Vonarburg Augustin Maillefer        | Szwajcaria    | 6:04,37 |       |

Finał A
| Pozycja | Tor | Zawodnicy                                                        | Państwo         | Czas    | Uwagi  |
| ------- | --- | ---------------------------------------------------------------- | --------------- | ------- | ------ |
| 1.      | 6   | Karl Schulze Philipp Wende Lauritz Schoof Tim Grohmann           | Niemcy          | 5:42,48 | złoto  |
| 2.      | 5   | David Šain Martin Sinković Damir Martin Valent Sinković          | Chorwacja       | 5:44,78 | srebro |
| 3.      | 3   | Christopher Morgan Karsten Forsterling James McRae Daniel Noonan | Australia       | 5:45,22 | brąz   |
| 4.      | 4   | Andrei Jämsä Allar Raja Tõnu Endrekson Kaspar Taimsoo            | Estonia         | 5:46,96 |        |
| 5.      | 2   | Stephen Rowbotham Charles Cousins Tom Solesbury Matthew Wells    | Wielka Brytania | 5:49,19 |        |
| 6.      | 1   | Konrad Wasielewski Marek Kolbowicz Michał Jeliński Adam Korol    | Polska          | 5:51,74 |        |